# Ponte City
Ponte City (auch Ponte Tower) ist ein Wohn-Hochhaus im Stadtteil Hillbrow der Stadt Johannesburg in Südafrika. Es ist bekannt für seine markante zylinderförmige Struktur und seine besondere Geschichte. 1975 als Luxusapartmentkomplex erbaut, geriet es in den 1990er Jahren in den Ruf als gefährlicher Ort für Verbrechen und Prostitution.

## Geschichte
Das Gebäude wurde 1975 errichtet. Nach dem Ende der Apartheid während der 1990er Jahre zogen immer mehr Banden in das Gebäude, was es im Lauf der Zeit zu einem äußerst unsicheren und vermüllten Wohnort werden ließ. Ponte City wurde zum Symbol der Gewalt und des städtischen Verfalls, wovon besonders der einst weltoffene Stadtteil Hillbrow betroffen war. Ursprünglich war er von den Architekten für rund 3500 Bewohner ausgelegt, maximal wohnten zum Ende der Apartheid jedoch 10.000 Menschen darin.
In Vorbereitung der Fußball-Weltmeisterschaft 2010 gelang es der Stadtverwaltung, das Image des weithin sichtbaren Wahrzeichens deutlich zu verbessern. Die im Kern aufgehäuften Müllberge wurden abgetragen, die 500 Appartements komplett renoviert. Umfangreiche Sicherungsmaßnahmen wurden realisiert wie die Einlasskontrolle durch das Scannen von Fingerabdrücken und der Einbau von Sicherheits-Schleusen.
Die Umgebung ist weiterhin nicht sicher, woraus niedrige Mieten resultieren, die vor allem für Studenten attraktiv sind.
2018 besuchte der deutsche Bundespräsident Frank-Walter Steinmeier im Zuge seines Staatsbesuchs in Südafrika das Ponte City.

## Beschreibung
Der 173 Meter hohe Wohnturm ist ein Gebäude, das zusätzlich zu den großzügigen Wohnungen mit Schwimmbädern, Restaurants und Boutiquen ausgestattet war/ist. 
Es ist das höchste Apartment-Hochhaus Afrikas. Das 54-stöckige Bauwerk hat einen kreisrunden Grundriss mit einem offenen Innenbereich, der sich über alle Etagen erstreckt und so zusätzliches Tageslicht in die Wohnungen lässt. Der Innenbereich wird als Kern bezeichnet und erhebt sich über einem unebenen Felsboden. Ponte City galt nach seiner Fertigstellung als extrem noble Adresse, da sich vom Turm aus eine grandiose Aussicht auf das umliegende Wohnviertel Hillbrow und auf die gesamte Stadt Johannesburg sowie seine Umgebung bietet.
Im 52. Stockwerk befindet sich eine Aussichtsterrasse.
Im Haus gibt es inzwischen (Stand 2016) einen kleinen Supermarkt, einen Bäcker und ein Internetcafé.

## Ponte City in den Medien und öffentliche Nutzung
2015 gewann der Bildband Ponte City von Mikhael Subotzky und Patrick Waterhouse den Fotopreis der Deutsche Börse Photography Foundation.
Der Turm diente mehrfach als Ort für Filmaufnahmen, wie beispielsweise bei District 9, Chappie, Dangerous Ground oder Resident Evil: The Final Chapter. Daraus entstand die Idee, Hochhaus-Touren anzubieten, die von zahlreichen Touristen gern angenommen werden. Die Hilfsorganisation Dlala Nje, gegründet von dem Journalisten Nickolaus Bauer, die in dem Haus ein Büro unterhält, veranstaltet diese Touren. Bis Ende 2019 haben geschätzte 20.000 Interessenten solche Touren wahrgenommen.
Einige Räumlichkeiten werden inzwischen auch von Partygästen angemietet.